# Josep Pla

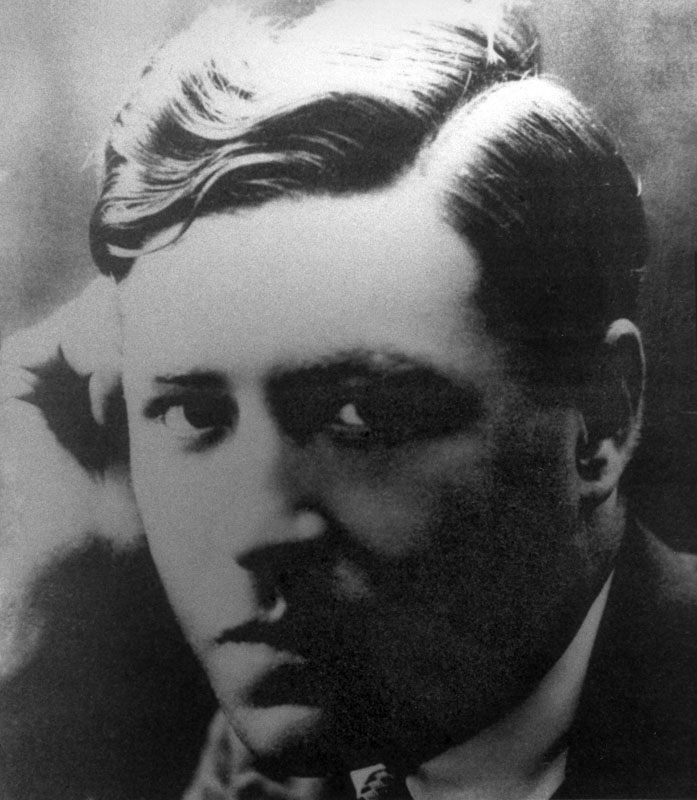
Josep Pla w wieku 20 lat

Josep Pla i Casadevall (ur. 8 marca 1897 w Palafrugell, zm. 23 kwietnia 1981 w Llufríu) – hiszpański pisarz i dziennikarz tworzący w języku katalońskim i hiszpańskim.
Jego oryginalna i obszerna twórczość literacka powstająca w sposób nieprzerwany przez sześć dziesięcioleci i zajmująca ponad 30 tys. stron, miała fundamentalne znaczenie w procesie modernizacji języka katalońskiego oraz rozpowszechnieniu miejscowych zwyczajów i tradycji. Artykuły, kroniki dziennikarskie oraz reportaże społeczne z wielu krajów stanowiły również swego rodzaju świadectwo historii XX wieku. Wszystko to, oraz fakt, że 25 lat po śmierci nadal jest to najchętniej czytany autor literatury katalońskiej, sprawia, iż jednomyślnie okrzyknięto Josepa Pla najważniejszym twórcą prozy we współczesnej literaturze katalońskiej.

## Życiorys

### Dzieciństwo i dorastanie

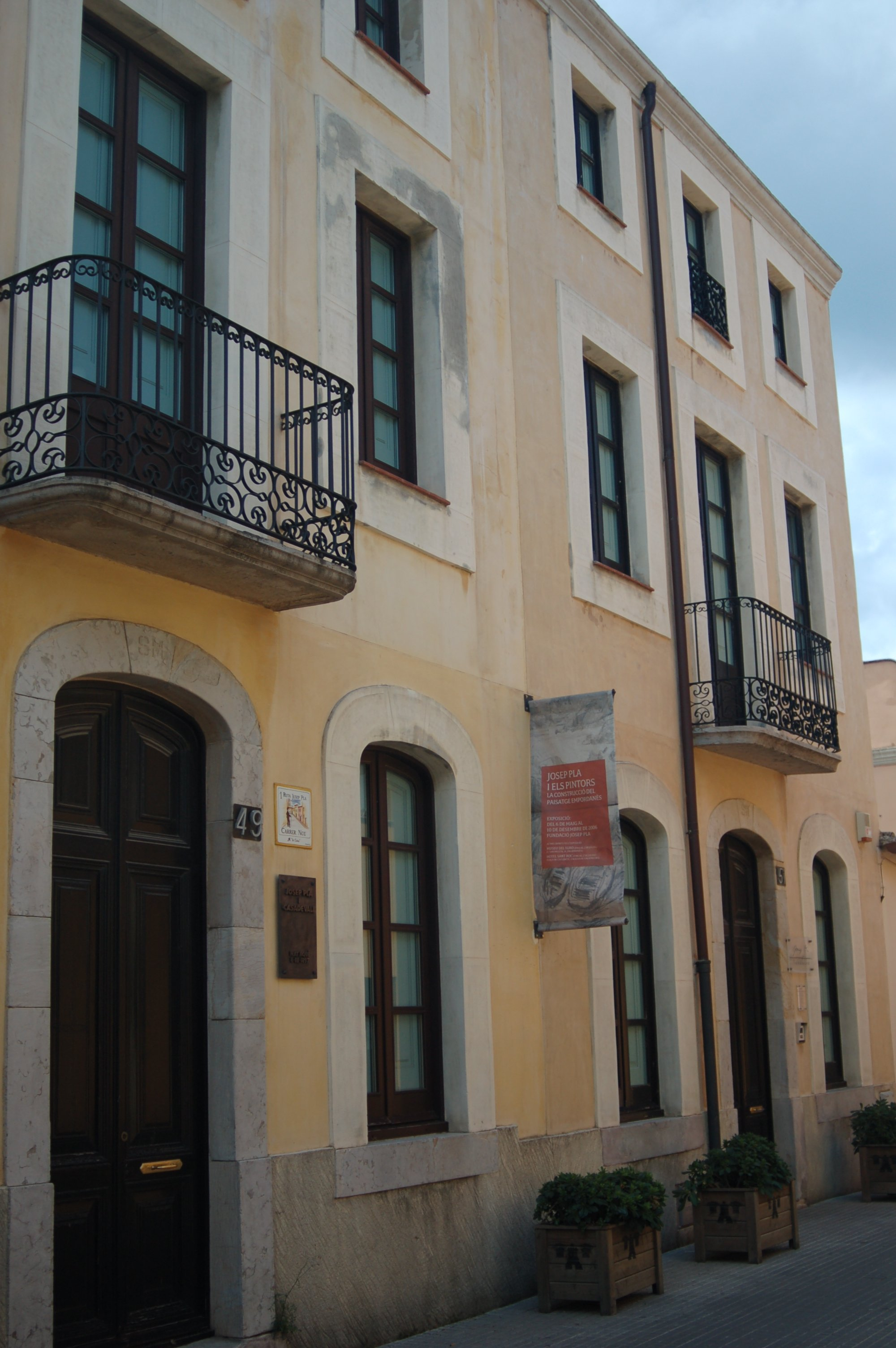
Dom rodzinny Josepa Pla, przy ulicy Nowej (carrer Nou) w Palafrugell

Urodzony w rodzinie skromnych właścicieli ziemskich, najstarszy z czwórki rodzeństwa, od 1909 mieszkał w internacie przy Szkole Marystów (Colegio de los Maristas) w Gironie, gdzie uczył się w i zdał maturę. W ostatniej klasie (1912-13) zdawał egzaminy jako ekstern, ponieważ został relegowany z internatu. W 1913 zapisał się na Wydział Nauk Przyrodniczych na Uniwersytecie w Barcelonie i rozpoczął studia medyczne, ale w połowie roku akademickiego zmienił zdanie i przeniósł się na studia prawnicze postanawiając zostać notariuszem.
Mieszkając na stancjach i pasjonując się już od wczesnych lat lekturą oraz obserwacją otoczenia, szybko zauważył pustotę życia studenckiego, co z kolei sprawiło, że związał się z innym środowiskiem, które miało ukierunkować jego mlodzieńcze rozdarcie intelektualne, była to la Peña del Ateneo, barcelońskie towarzystwo literacko-naukowe. Josepa Pla pociągała głównie biblioteka oraz przede wszystkim organizowane tam codzienne spotkania dyskusyjne, w których uczestniczyły takie osobistości jak Josep M. de Sagarra, Eugenio d'Ors czy Francesc Pujols. W tych młodzieńczych czasach ma źródło jego podziw dla Pío Baroja – stałego punktu odniesienia dla ówczesnego pokolenia, jak również wpływ Alexandre Plana, przyjaciela i mistrza z czasu młodości. Podobno to właśnie za jego namową Josep postanowił odejść od maniery noucentista i postawił ostatecznie na „literaturę dla wszystkich” opartą na «zrozumiałości, klarowności oraz prostocie», ideach, które będą charakteryzować styl całej twórczości literackiej Pla.

### Młodość, pierwsze teksty
W 1919 kończy prawo i zaczyna pracę zawodową w dziennikarstwie, najpierw w Las Noticias, a następnie w nocnym wydaniu La Publicidad. Rozpoczyna cykl podróży w charakterze korespondenta do rozmaitych miejsc przeznaczenia (Paryża, Madrytu, Portugalii, Włoch, Berlina). Jako umiarkowany katalanista, w 1921 zostaje wybrany radnym Katalonii reprezentując Ligę Regionalistyczną w swojej rodzinnej gminie.
W 1924 r., z powodu artykułu krytykującego politykę militarną w Maroku Hiszpańskim, jest sądzony w procesie wojskowym, w wyniku którego w następnych latach zabrania mu się powrotu do Hiszpanii. Podczas tego przymusowego pobytu w Paryżu, nawiązuje potajemnie kontakty z głównymi opozycjonistami katalońskimi przeciwstawiającymi się dyktaturze Primo de Rivery, jak na przykład Francesc Macià. Nadal podróżuje po Europie (Związek Radziecki, Wielka Brytania), a w 1925 publikuje swoją pierwszą książkę, Coses Vistes – zbiorek opisów przyrody, krótkich opowiadań, portretów literackich oraz własnych wspomnień– która przyniosła mu tak ogromny sukces wśród krytyków oraz czytelników, że cały nakład wyczerpał się w ciągu tygodnia. Książka ta doskonale ukazała podstawy jego estetyki literackiej: «pisać o rzeczach, które sam widziałem». Pod koniec roku 1925 publikuje drugie dzieło – Rússia, rozpoczęte podczas sześciotygodniowej podróży do Związku Radzieckiego w towarzystwie Eugeni Xammar i kontynuowane podczas gościny w domu Andreu Nina. W 1927 r. Josep Pla może wreszcie wrócić do Hiszpanii, rezygnuje z pracy dla La Publicidad, której postępowa linia ideologiczna bliska jest Acció Catalana i podpisuje kontrakt z La Veu de Catalunya, gazetą wydawaną przez Ligę, o tendencjach liberalno-konserwatywnych. W tym samym czasie, zaczyna także popierać Francisco Cambó – przywódcę umiarkowanego katalonizmu, na którego słynne spotkania dyskusyjne regularnie uczęszcza. Wkrótce publikuje bardzo korzystną biografią polityczną tej postaci, przeciwstawianej w tamtym okresie sektorom republikańskim i lewicowym.

### Okres Republiki i wojny domowej
W kwietniu 1931, w dzień proklamowania Drugiej Republiki Hiszpańskiej, na polecenie Cambó, Josep udaje się do Madrytu w charakterze korespondenta z parlamentu dla La Veu i staje się bezpośrednim obserwatorem pierwszych dni nowego reżimu politycznego. Zapiski madryckie z tych miesięcy posiadające ogromną wartość historyczną, zostały zebrane w książce Madrid. El advenimiento de la República|Madryt. Zapowiedź Republiki. Josep Pla spędzi w stolicy Hiszpanii prawie cały okres Republiki (1931-1936), gdzie dzięki pracy dziennikarza parlamentarnego nawiąże kontakty z hiszpańskimi elitami politycznymi i kulturalnymi. Pla, który nie był ani antyrepublikaniniem, ani też antymonarchistą, a jedynie pragmatykiem poszukującym modernizacji państwa, w pierwszych chwilach okazuje pewną sympatię dla Republiki: wierzy, że nowy system polityczny ma szansę przyjąć się w Hiszpanii, o ile będzie się postępować według modelu Republiki Francuskiej. Z czasem jednak, obserwując obrót wydarzeń, rozczarowuje się co do idei republikańskiej i zaczyna uważać ją za «rozgorączkowane i destrukcyjne szaleństwo».
Ze względu na stan zdrowia opuszcza niespokojny i bardzo niebezpieczny Madryt na kilka miesięcy przed wybuchem hiszpańskiej wojny domowej. Barcelona również nie wydaje się być bezpieczna, dlatego we wrześniu 1936 Josep Pla opuszcza republikańską Katalonię, udając się na statku w kierunku Marsylii wraz z towarzyszącą mu Adi Enberg, obywatelką Norwegii urodzoną w Barcelonie, z którą od lat utrzymuje związek (przez kilka lat przedstawiali się nawet jako małżeństwo). Adi Enberg pracowała dla SIFNE, Służb Informacyjnych Granicy Północnowschodniej, frankistowskich służb szpiegowskich finansowanych przez Francesca Cambó, w działaniach których, według niektórych źródeł, brał również udział sam Pla (por ejemplo durante su estancia en Marsella). Wygnanie kontynuuje w Rzymie, gdzie pisze na zamówienie Francesca Cambó znaczną część monumentalnej Historii Drugiej Republiki Hiszpańskiej, wydanej w 1939 r., której później nie będzie chciał przeredagować i włączyć do Dzieł Zebranych. Na jesieni 1938 roku Adi Enberg i Pla jadą do Biarritz, skąd udaje im się dotrzeć do San Sebastián i przyłączyć się do frankistowskiej Hiszpanii. W styczniu roku 1939 wraz z wojskami frankistowskimi wkracza do Barcelony, towarzyszy mu Manuel Aznar i inni dziennikarze. Od lutego do kwietnia 1939 roku, kiedy wojna domowa dobiega już końca, Pla zostaje zastępcą redaktora naczelnego dziennika La Vanguardia, pod redakcją Aznara.

### Okres powojenny
Oszołomiony obrotem zdarzeń wczesnego okresu powojennego i wobec niespodziewanego braku sukcesów zawodowych w La Vanguardia, wycofuje się do Ampurdán na coś w rodzaju wewnętrznego wygnania. Rozstaje się również z Adi Enberg. We wrześniu 1939 publikuje pierwszy artykuł w tygodniku Destino, założonym przez jego katalońskich przyjaciół w Burgos, a od lutego 1940 roku zaczyna pisywać tam regularnie co tydzień. W tym okresie podróżuje także po swych rodzinnych stronach, odkrywając na nowo pejzaże, maleńkie wioski i ich mieszkańców, oraz oczywiście morze. Akceptuje również swój status hereu (pierworodnego syna-dziedzica) i staje się właścicielem ziemskim dziedzicząc niewielki rodzinny majątek. Odtąd nigdy więcej nie zamieszka już w Barcelonie.
Dzięki regularnej współpracy z magazynem Destino staje się jednym z głównych sił napędzających działalność magazynu. Znów może podróżować po całym świecie, już nie jako korespondent a jako dziennikarz-obserwator. To pozwala mu zrealizować wspaniałe reportaże: zwiedza Francję, Izrael, Kubę, Nowy Jork, Bliski Wschód, Amerykę Południową, Związek Radziecki. Josep Pla pozostawia unikalne świadectwo z pierwszych lat istnienia państwa Izrael: odwiedza go w 1957 roku, przybijając do Tel Awiwu na jednym ze statków wypełnionych po brzegi pełną nadziei żydowską diasporą, przybywającą z portu w Marsylii. Pla może obserwować entuzjazm zakładania i wznoszenia hebrajskich miast w samym środku pustyni.

### Przygotowanie dzieł zebranych
Od drugiej połowy lat 50. kontynuuje podróże oraz rozpoczyna przygotowanie do wydania zbioru swoich pism. Dzieło to pochłonie go całkowicie również przez następne dziesięciolecie. Jest to kluczowy etap w jego karierze, ponieważ oznacza przepisanie niemalże wszystkich dotychczas stworzonych tekstów oraz wypracowanie programu stylistycznego Josepa Pla, który przetrwa w dziennikarstwie i zostanie zapamiętany jako jego osobisty styl autorski. W tym samym czasie powoli zaczyna odradzać się kultura w języku katalońskim. Antyfrankizm nacjonalistyczny spycha go na margines, mimo że już wtedy jest to najchętniej czytany autor w języku katalońskim: nie wybaczono mu poparcia dla frankistów podczas wojny domowej, ani jego wyraźnie bezkonfliktowego współistnienia z reżimem (Pla wierzy w pokojową i prowadzącą w stronę demokracji ewolucję). Nie wybaczono mu nawet niechęci do fikcji jako gatunku literackiego. Jednakże, jak zauważa Xavier Pericay, tłumacz i znawca dzieł Josepa Pla, jego korespondencja z wydawcą Cruzetem wskazuje na znaczącą rolę tego autora w opozycji kulturalnej wobec reżimu.
Obojętna postawa Pla wobec lewicy oraz niektórych postaci ze świata polityki i kultury katalońskiej sprawia, że podobnie jak w przypadku Salvadora Dalego, postępowa kultura odmawia mu zasług nie przyznając mu nagród (kontrowersyjna była odmowa przyznania mu Honorowej Nagrody Literackiej Katalonii, najbardziej znaczącego wyróżnienia politycznego przyznawanego pisarzom w Katalonii), podobnie zostaje odsunięty od magazynu, z którym współpracował od dawna (Vergés sprzedaje Destino Bankowi Katalońskiemu Jordiego Pujola, który cenzuruje artykuł krytykujący rewolucję goździków w Portugalii). Po 36 latach nieprzerwanej cotygodniowej współpracy Pla opuszcza magazyn w 1976 roku. Wartość jego twórczości pozostanie przez długie lata niedoceniana i niemal zapomniana.
Pomimo iż wiele osób go ignorowało, nawet w wieku 80 lat nie przestał wyrażać swoich opinii, w pierwszych latach Okresu Przemian: «Lewica zawsze postępowała tak samo: zniekształcenie rzeczywistości kraju utrzymuje ją jak zwykle w przedpotopowej ignorancji. Dużo gadają, ale nic nie mówią. [...] Chcą przede wszystkim wygrać wybory, po czym, gdy już zasiądą na swych wygodnych stołkach, zrobią coś dokładnie przeciwnego niż obiecywali.» (Notes del capvesprol, 1979)

### Koniec

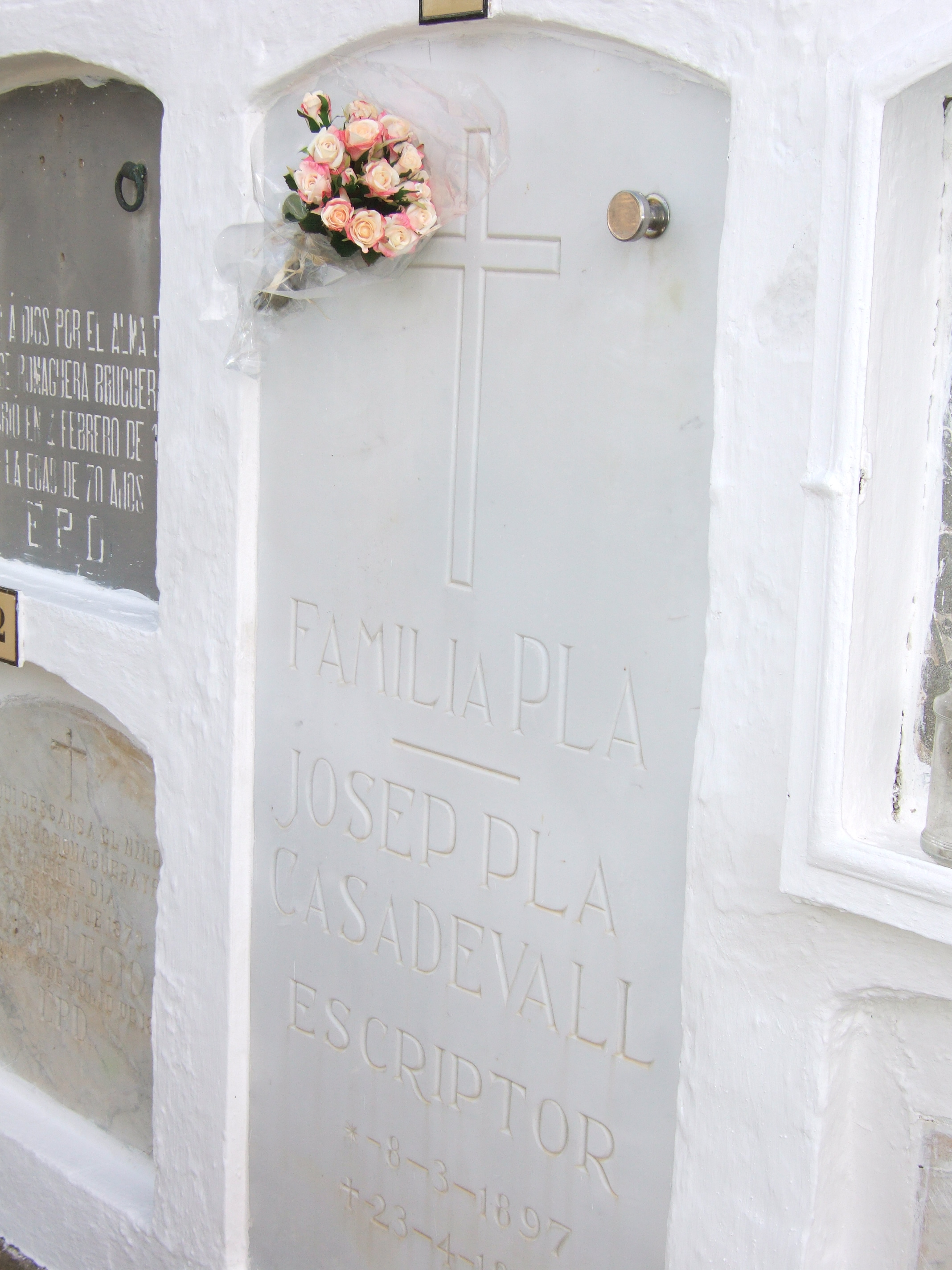
Grób Josepa Pla na cmentarzu w Llofriu

Mimo wszystko, w 1980, już pod koniec życia, Josep Tarradellas przyznał mu Złoty Medal Autonomicznego Rządu Katalonii. Warto podkreślić, że Joan Coromines również udekorowany złotym medalem podczas podziękowań za przyznane mu wyróżnienie wyraża szacunek dla pisarza z Ampurdanet (który ze swej strony niejednokrotnie wyrażał zachwyt dla monumentalnej pracy filologicznej Corominesa).
Pla umiera w 1981 w rodzinnym Ampurdanet, pozostawiając 38 tomów Dzieł Zebranych oraz znaczną ilość nieopublikowanych dokumentów, które stopniowo wydawano już po śmierci autora. W roku obchodów stulecia urodzin Josepa Pla, w 1997, odbyły się niezliczone akty upamiętniające, co ostatecznie pozwoliło określić go jako autorytet nie podlegający dyskusji.
Dwadzieścia pięć lat po śmierci nadal trwają studia, a także polemiki wokół poszczególnych aspektów literackich i biograficznych, niektórych dotąd nierozstrzygniętych, które mogą przyczynić się do wzmocnienia jego autorytetu i zwielokrotnić zainteresowanie jego dziełem.

## Dzieła
Josep Pla jest jednym z najważniejszych pisarzy tworzących w języku katalońskim XX wieku. Jego twórczość zawiera kompletną wizję współczesnego mu społeczeństwa. Większość tekstów napisana jest po katalońsku, w języku, w którym Pla wyrażał się najswobodniej. Tylko sporadycznie pisał po hiszpańsku (ze względu na cenzurę lub „dla chleba”), równie błyskotliwie, prawie zawsze współpracując z prasą, tak jak w przypadku El Sol gdzie publikował dzienniki włoskie, bałkańskie, czy nordyckie z lat dwudziestych.

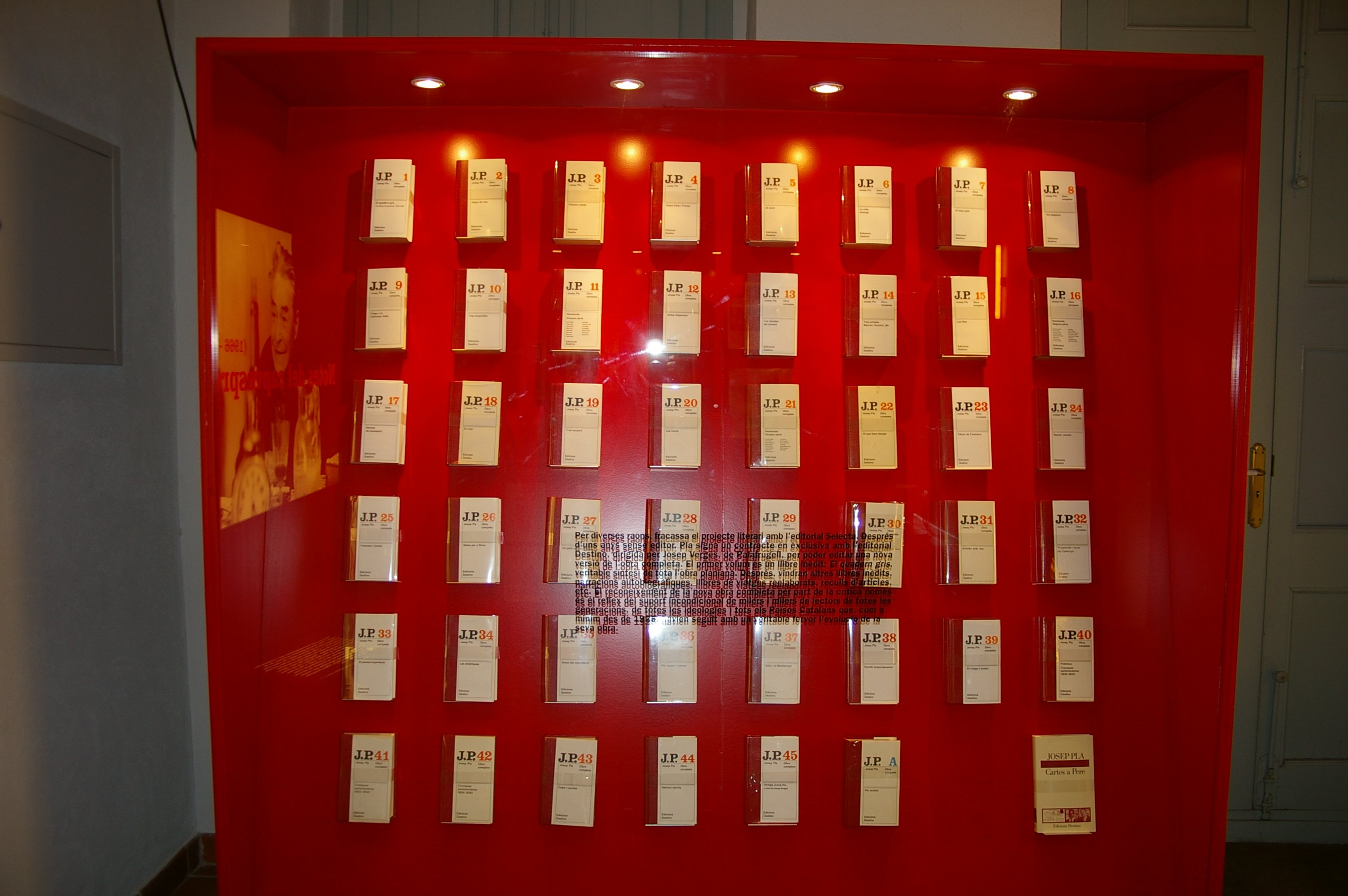
47 tomów Dzieł Zebranych, wystawionych w siedzibie Fundacji Josep Pla w Palafrugell

Pla przez całe swoje życie był absolutnie oddany pisarstwu. Objętość Dzieł Zebranych (47 tomów i ponad 30 tysięcy stronic), które gromadzą wszystkie dzienniki, reportaże, artykuły, eseje, notatki biograficzne, powieści oraz niektóre wiersze, pochodzące z ok. 120 różnych publikacji, ukazuje godną podziwu pracowitość, a zarazem utrudnia chronologiczne zaklasyfikowanie twórczości. Wiele z tych zapisanych stron jest owocem ciągłego procesu przepisywania oryginałów nieopublikowanych w młodości, ciągłego poprawiania, ponownego opracowywania, tłumaczenia oraz kopiowania fragmentów cotygodniowych artykułów pisanych przez niemal czterdzieści lat do hiszpańskiego tygodnika Destino, ponadto istnieją setki artykułów opublikowanych w rozmaitych czasopismach, a także obfita korespondencja.

### Klasyfikacja
Klasyfikacja tematyczna również nie jest łatwa, ponieważ wiele artykułów ukazało się w różnych miejscach z pewnymi zmianami. Zakres tematyczny jest bardzo rozległy, a przede wszystkim, nie zawsze jasne są granice między gatunkami literackimi uprawianymi przez Pla. Mimo to, można podjąć próbę uporządkowania twórczości według gatunków (podane daty odpowiadają wydaniom oryginalnym, nie wydaniom tłumaczeń czy też reedycjom w Dziełach Zebranych):
- Proza: Coses vistes (1925), Llanterna màgica (1926), Relacions (1927) są to książki, z przewagą narracji, stanowiące zarazem wstęp do innych gatunków, które w późniejszym okresie staną się kluczowe w twórczości Josepa Pla. El carrer estret (nagroda Joanot Martorell 1951), Nocturn de Primavera (1953) i L’herència (1972) są to typowe powieści, pomimo niewielkiego poważania jakie miał Pla dla fikcji jako rodzaju literackiego.
- Dzienniki: dziennik wśród gatunków uprawianych przez Pla jest chyba najbardziej cenionym przez krytykę gatunkiem. Chodzi o formę literacką rzadko uprawianą w literaturze hiszpańskiej czy katalońskiej, na którą składają się zapiski, obserwacje oraz refleksje z życia codziennego lub dłuższych okresów. Tworzenie „dietariów” pozwala Pla cieszyć się ogromną swobodą w łączeniu różnych gatunków: dziennika osobistego, opisów, narracji, dialogu, osobistych przemyśleń, porad dla czytelników, portretów oraz analizy zwyczajów właściwych mieszkańcom wiosek. El quadern gris  to dziennik, który przyniósł Josepowi Pla sławę. Nie jest to dziennik autentyczny, a jedynie «literacki», przeredagowany w późniejszym okresie. Główne tematy dziennika to pejzaże i geografia okolic Ampurdán, opis życia codziennego oraz obsesyjna narracja autora. Elementy autobiograficzne, o ile występują, zazwyczaj są przekształcone i mało wiarygodne. Opublikowane zostały cztery inne dzienniki-dietariusze: Notes disperses, Notes per a Sílvia, Notes del capvesprol (Nagroda Miasta Barcelony 1979) oraz Notes per a un diari (wydanie pośmiertne).
- Esej antropologiczny i obyczajowy: Els pagesos (1952), El pagès i el seu món i Les hores (1953). Niektóre z najpiękniejszych fragmentów napisanych przez Pla opisują miasteczko Cadaqués (w prowincji Alto Ampurdán – Górny Ampurdán). Pla był piewcą życia marynarzy, ale jego teksty o Cadaqués przepełnione są zachwytem nad pejzażem wiejskim oraz architekturą kamiennych, wznoszonych bez zaprawy budowli, które dominują w tej okolicy.
- Biografia: Vida de Manolo (1928), Santiago Rusiñol i el seu temps (1955), Francesc Cambó (1928–1930), Homenots, Retrats de passaport oraz Tres senyors.
- Podróże: Les illes, Viatge a la Catalunya Vella, Itàlia i el Mediterrani, Les Amèriques, Sobre París i França, Cartes de lluny (1947) oraz Israel, 1957 (1958).
- Reportaże polityczne: Polèmica. Cròniques parlamentàries (1929-1932), Madrid. L’adveniment de la República (1933) i Cròniques parlamentàries (1933-1934) oraz (1934-1936).

W sumie 21 tomów, prawie połowę Dzieł Zebranych stanowią artykuły dziennikarskie publikowane w Destino, La Publicitat oraz La Veu de Catalunya.

### Okres powojenny – język hiszpański
Przez pierwsze lata reżimu frankistowskiego, a także na skutek prawie całkowitego ograniczenia publikacji w języku katalońskim, Pla wydaje po hiszpańsku następujące pozycje: Guía de la Costa Brava/„Przewodnik po Costa Brava” (1941), Las ciudades del mar/„Miasta nadmorskie” (1942), Viaje en autobús/„Podróż autobusem” (1942) –uznane za jedno z najważniejszych dzieł, stanowiące dowód doskonałego opanowania języka hiszpańskiego, Rusiñol y su tiempo (1942), El pintor Joaquín Mir (1944), Un señor de Barcelona (1945) oraz La huida del tiempo (1945). W 1946 we współpracy z Destino wydaje ponownie (aktualizując) swoje pierwsze dwa dzieła po katalońsku, opublikowane po wojnie domowej (Cartes de lluny i Viatge a Catalunya).

### Powrót do katalońskiego
W 1947, jak tylko zezwala na to cenzura, Josep Pla wznawia swe publikacje w języku katalońskim w czasopiśmie Cadaqués. W 1949 i podczas całego następnego dziesięciolecia ma miejsce najważniejszy etap współpracy z wydawnictwem Editorial Selecta, której właścicielem był Josep Maria Cruzet. W tym okresie wydane zostają najbardziej znane dzieła takie jak El vent de garbí, El carrer estret (dziś uważana za jedną z najważniejszych powieści literatury katalońskiej powojnia), Girona (un llibre de records), Els pagesos (ze wstępu do tej książki pochodzi mit «Pla payés») oraz Cartes d’Itàlia.

### Dzieła Zebrane
Od roku 1956 rozpoczyna w wydawnictwie Cruzeta przygotowanie pierwszej serii Dzieł Zebranych, które osiągnęły liczbę 29 tomów i w których rozpoczął publikowanie swych wyjątkowych portretów zatytułowanych Homenots («Wielcy faceci / Grandes tipos»). W 1962 na skutek samobójstwa Cruzeta, które sparaliżowało wydawnictwo, publikacje przez Selecta zostały przerwane. Przez kilka następnych lat Josep Pla nie znajduje wydawcy, aż w 1966 roku udaje się ponownie podjąć publikację Dzieł Zebranych tym razem z wydawnictwem Ediciones Destino, pod redakcją rodaka i przyjaciela Josepa Vergésa, z którym współpracował już od dawna jako dziennikarz.

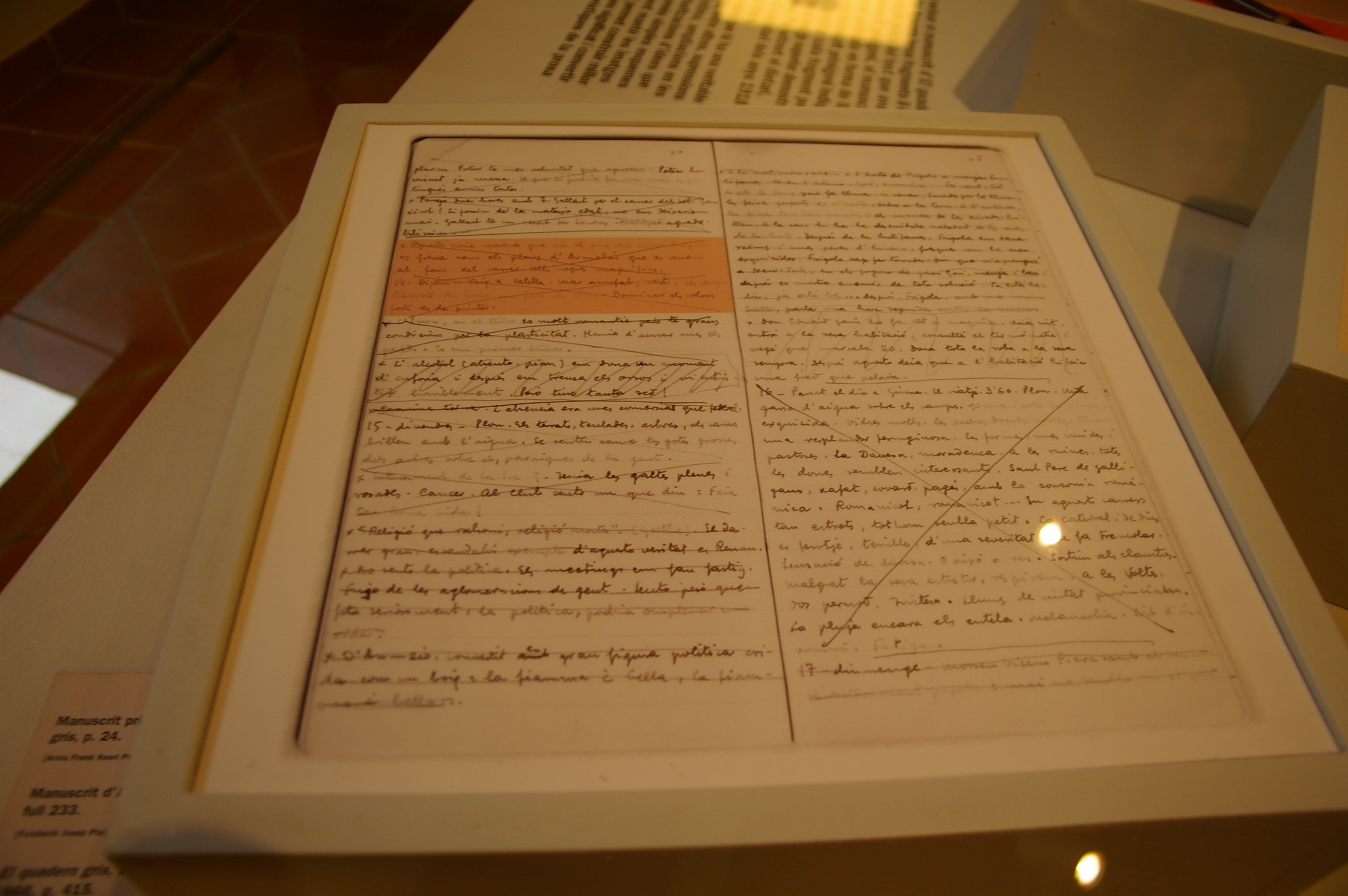
Oryginał rękopisu strony z El quadern gris

Pierwszy tom tego nowego wydania ostatecznego Dzieł Zebranych nie został wcześniej wydany, El quadern gris, dziennik-dietariusz zapoczątkowany gdy Pla miał nieco więcej niż dwadzieścia lat, przepisany i znacznie poszerzony później, przetłumaczony na hiszpański pod tytułem El cuaderno gris przez Dionisio Ridruejo. Ten słynny dziennik Josepa Pla stanowi cezurę w literackiej tożsamości Pla, którego od tego momentu zaczęto uważać za najlepszego powieściopisarza współczesnej literatury katalońskiej. Wydawanie Dzieł Zebranych trwało przez następne lata i za życia autora światło dzienne ujrzało 38 tomów. Po śmierci pisarza w 1981, wydawca Destino kontynuował przygotowanie kolejnych tomów aż do numeru 47, włączając niewydane wcześniej, kontrowersyjne rękopisy (jak jego Notas para un diario/„Zapiski do dziennika”, sporządzone w połowie lat siedemdziesiątych), dotąd pomijane ze względu na skróty, cenzurę i manipulacje, którym poddawał teksty sam Vergés (najwidoczniej, żeby ukryć fragmenty nieprzyzwoite). Liczne rękopisy i listy, które nie zostały opublikowane (część pozostaje w rękach wydawcy Vergésa, a pozostała część podzielona została między dwie grupy spadkobierców) są przedmiotem niekończącej się dyskusji. Chodzi o przekazanie tych materiałów do dyspozycji Fundacji Josep Pla mieszczącej się w Palafrugell, tak by mogły być udostępnione badaczom. Wspomniane listy, publikowane jak na lekarstwo (na przykład korespondencja Josepa z bratem Pere lub z wydawcą Cruzetem), mają istotne znaczenie dla wyjaśnienia licznych zdarzeń z życia pisarza.

### Teatr inspirowany twórczością Pla
Pomimo iż pisarz nie tworzył dramatów, jego życie i pisarstwo zainspirowały wiele znaczących dzieł, już po śmierci twórcy, spośród których można wyróżnić: Ara que els ametllers ja están batuts – premiera w 1990 – w sztuce tej Josep Maria Flotats przedstawia portret Pla wykorzystując collage oryginalnych tekstów pisarza.
W La increíble historia del Dr. Floït & Mr. Pla/„Niewiarygodna historia Doktora Floita i Pana Pla”, realizacja Els Joglars, premiera w 1997, wykorzystuje postaci Stevensona, przy czym w tym wypadku Dr. Jekyll i Pan Hyde to, odpowiednio, kataloński przemysłowiec ogarnięty obsesją bogactwa, doskonale rozpoznawalny przez odbiorców, który na skutek wypicia płynu do golenia Floid, przemienia się w stanowiącego absolutne przeciwieństwo przedsiębiorcy pisarza-erudytę, wrażliwego i inteligentnego, którym jest oczywiście Josep Pla.

## Styl literacki
Najważniejsze cechy stylu Pla to prostota, ironia i klarowność. Skrajnie wstydliwy i wrażliwy aż do granic śmieszności, nie znosił sztuczności i próżnej retoryki. W całej twórczości pozostał wierny swojemu stylowi: «potrzeba literatury jasnej, precyzyjnej i skromnej». Znany był z braku zainteresowania dla fikcji literackiej, uprawiając styl suchy, z pozoru prosty, pragmatyczny i ściśle związany z rzeczywistością. Był uważnym obserwatorem świata rzeczywistego i wiernie opisał współczesne mu społeczeństwo w najdrobniejszych szczegółach. Jego dzieła ukazują wizję subiektywną i kolokwialną, „antyliteracką”, z której bije jednak ogromny wysiłek, by nazywać rzeczy po imieniu i „dobrać odpowiedni przymiotnik” – była to jedna z najsilniejszych obsesji pisarza.

## Charakter i wyjątkowość Pla
Pla znaczną część swego życia musiał zmagać się z cenzurą: najpierw za dyktatury Primo de Rivera, później we Włoszech i Niemczech (gdzie pracował jako korespondent w czasie wzrastania w siłę europejskich faszyzmów), a potem podczas długiego okresu dyktatury Francisco Franco. Chociaż z początku sympatyzował z dyktaturą Franco (w 1940 napisał, że jest zgodna «z interesem ogólnym»), trwało to zaledwie kilka miesięcy. Wkrótce stał się sceptyczny, szczególnie po tym, jak okazało się niemożliwe publikowanie po katalońsku. Pomimo że zawsze był otoczony środowiskiem, które umożliwiało mu publikowanie, zawzięta frankistowska cenzura bardzo go męczyła (w jednym z dzienników napisał, że była „najgorszą ze znanych mu rodzajów cenzury”, dokonywana przez „służbistów fanatyzmu”). Nie godził się z pogardą jaką żywił autorytarny reżim wobec języka i kultury katalońskiej, a także z uporczywą niezdolnością do przeobrażenia się w demokrację, choćby tylko w formie „nadzorowanej”. Nie uważał się za katalońskiego nacjonalistę, był obywatelem świata, wierzącym w lokalne odmienności, ale także w potrzebę poczucia tożsamości bardziej ogólnej. Jego zamiłowanie do regionalizmu o charakterze konserwatywnym, można wyczuć w tekstach poświęconych wyprawom po prowincji Gerona, które przeplatane są epizodami wojen karlistowskich i służą okazaniu sympatii dla karlizmu, bardzo aktywnego w tamtym okresie i bardzo popularnego wśród mieszkańców wsi w okolicach Girony.
Niestrudzony pisarz, z zamiłowaniem do porządku choć o skłonnościach liberalnych, w którego oczach życie jest chaotyczne, irracjonalne, niesprawiedliwe, a pożądanie równości i rewolucyjnych zmian jest delirium przynoszącym więcej szkody niż pożytku. Konserwatywny i racjonalny, nie pociąga go akcja, za to owszem lubieżność i zmysłowość. Dobry rozmówca, lubi biesiadować i nie odmawia mocniejszych trunków (mimo zaawansowanego wieku, whisky stanowiła nadal jeden z ważnych składników diety pisarza), zatwardziały palacz papierosów marki Ideales, za młodu nosił charakterystyczny melonik, a później nieodłączny beret boina typowy dla mieszkańców wsi, nie znosił banalności, egzaltacji kulturą (rzadko zamieszczał cytaty w swoich pismach, pomimo iż był zagorzałym czytelnikiem klasyków), ani «takich co to mówią słuchając tylko samych siebie». Jak napisał: «Jest o wiele trudniej opisywać niż oceniać, nieskończenie trudniej: wobec tego wszyscy oceniają.».
Po 25 lat od śmierci pisarza, jego myśl liberalno-konserwatywna, sceptyczna i nieprzekupna, zaprawiona szczyptą ironii i „chłopskiego rozumu”, jest nadal żywa i doskonale aktualna. Pomimo iż jego książki idą pod prąd obecnego establishmentu kulturalnego, nadal są wznawiane. Zarówno krytyka hiszpańska, jak i katalońska uznała Josepa Pla jednomyślnie za jednego z największych pisarzy hiszpańskich XX wieku.